# Зграда Првостепеног суда у Јагодини
Зграда Првостепеног суда у Јагодини подигнута је 1908. године према плановима који су рађени у Министарству грађевина Kраљевине Србије, на углу главне улице са једном од попречних.
Име пројектанта дуго је било непознато, док компаративном анализом није примећена велика сличност јагодинског суда са зградом некадашњег Првостепеног суда у Лесковцу, за коју је пројекат урадио архитекта Светозар Јовановић старији. Истом анализом је уочена сличност и са зградом амбасаде Аустрије у Београду, некадашњом кућом познатог трговца Димитрија Н. Крсмановића, саграђеном 1898/99. године. Архитекта овог здања био је Милорад Рувидић, иначе члан Грађевинског савета у Министарству грађевина Краљевине до 1911. године. Претпоставља се да је управо он заслужан за изглед зграде Основног суда у Јагодини.

## Архитектура зграде
Зграда јагодинског суда грађена је у духу академизма са извесним декоративним елементима новог стила сецесије, који су нарочито изражени у ентеријеру — дворанама и холу са монументалним степеништем. Према главној улици окренуто је веће репрезентативно крило, рашчлањено средишњим ризалитом, док је према споредној улици постављено мање, скромније обликовано крило. На засеченом споју бочних крила моделован је угаони ризалит, као централни мотив целе грађевине.
План зграде био је функционално решен у складу са њеном наменом. Низ канцеларија у приземљу и на спрату, окренутих ка улици, повезивали су дуги ходници окренути ка дворишту. Главна дворана суда налази се на спрату угаоног ризалита, изнад улаза. Две нешто мање сале, једна у приземљу а друга на спрату, смештене су у оквиру ризалита бочне фасаде. Обе су имале штуко декорацију у оквиру које су се налазили и хералдички симболи. Рашчлањене су скромним кордон венцима, између приземља и спрата, богатије профилисаним кровним венцем, као и угаоним пиластрима. Прозори оба крила уоквирени су декоративним бочним профилима и натпрозорницима, који чине целину са малим кружним прозорима у поткровљу. У ликовном обликовању фасада главна пажња била је посвећена ризалитима који су у том смислу готово једнаки.
Нешто богатије наглашен је угаони ризалит са главним улазом у зграду. У његовој композицији доминирају три велика полукружно завршена прозора главне судске сале, између којих су пиластри са јонским капителима. Углови ризалита наглашени су масивним пиластрима обрађеним у духу сецесије. Завршни мотив ове фасаде представља композиција са државним грбом у атици над кровним венцем. Монументалност овог средишњег дела судског здања потенцирана је и надвишеним четвороводним кровом у виду зарубљене пирамиде, над којим је декоративни елемент у виду ограде од кованог гвожђа.